# Luis Hasa
Luis Hasa, né le 6 janvier 2004 à Sora en Italie, est un footballeur italien qui évolue au poste de milieu de terrain au SSC Naples.

## Biographie

### En club
Né à Sora en Italie, Luis Hasa possède des origines albanaises et grandit à Asti. Il commence à jouer au football avec le club local de San Domenico Savio. Il est ensuite repéré par la Juventus FC à l'âge de sept ans et rejoint le club, où il fait sa formation,.
Le 30 août 2024, Luis Hasa rejoint l'US Lecce.

### En sélection
Luis Hasa commence sa carrière internationale avec l'Italie, étant notamment sélectionné avec les moins de 18 ans entre 2021 et 2022. Il joue un total de six matchs avec cette sélection.
Il est convoqué avec l'équipe d'Italie des moins de 19 ans pour participer au Championnat d'Europe des moins de 19 ans en 2023. Après avoir battu l'Espagne, l'Italie atteint la finale de la compétition, où elle affronte le Portugal.

### Style de jeu
Luis Hasa est un milieu de terrain au petit gabarit (1,72 m (5′ 8″) ), capable d'occuper le poste d'ailier sur les deux côtés. Il se distingue par sa vitesse et sa qualité de dribbles.

## Palmarès
Italie -19 ans
- Championnat d'Europe
  - Vainqueur en 2023